# Allylchlorid
Allylchlorid (3-Chlorpropen) ist eine giftige, umweltschädliche und leicht entzündliche Flüssigkeit, die bereits bei Raumtemperatur verdampft. Die gasförmige Substanz ist schwerer als Luft und besitzt einen stechenden, senfölartigen Geruch. Allylchlorid ist vor allem für Fische gefährlich.

## Geschichte
Die Verbindung wurde erstmals 1857 durch die Chemiker Auguste André Thomas Cahours und August Wilhelm Hofmann durch die Umsetzung von Allylalkohol mit Phosphortrichlorid hergestellt.

## Gewinnung und Darstellung
Allylchlorid wird durch Umsetzen von Propen mit Chlor hergestellt. Da bei niedrigen Temperaturen bevorzugt die Addition von Chlor an die Doppelbindung zum 1,2-Dichlorpropan stattfindet, führt man industriell den Prozess bei hohen Temperaturen (~500 °C) durch, um über eine radikalische Reaktion eines der Wasserstoffatome in Allylstellung gegen Chlor auszutauschen.

## Eigenschaften

### Physikalische Eigenschaften
Allylchlorid schmilzt bei −136 °C und siedet unter Normaldruck bei 45 °C. Die Dampfdruckkurve ergibt sich nach Antoine entsprechend log10(P) = A−(B/(T+C)) (P in bar, T in K) mit A = 2,24083, B = 365,121 und C = −154,919 im Temperaturbereich von 286,4 bis 317,1 K. Die Dichte ist geringfügig kleiner als die von Wasser und beträgt 0,94 g·cm−3.

### Chemische Eigenschaften
Mit Lewis-Säuren und unedlen Metallen wie Aluminium oder Magnesium geht Allylchlorid heftige Reaktionen ein. Die Verbindung neigt zur Polymerisation. Die Polymerisationswärme beträgt −91 kJ·mol−1 bzw. −1189 kJ·kg−1.

### Sicherheitstechnische Kenngrößen
Allylchlorid bildet entzündlichbare Dampf-Luft-Gemische. Die Verbindung hat einen Flammpunkt bei −32 °C. Der Explosionsbereich liegt zwischen 3,26 Vol.‑% (105 g/m3) als untere Explosionsgrenze (UEG) und 11,2 Vol.‑% (360 g/m3) als obere Explosionsgrenze (OEG).  Die Grenzspaltweite wurde mit 1,17 mm bestimmt. Es resultiert damit eine Zuordnung in die Explosionsgruppe IIA. Mit einer Mindestzündenergie von 0,77 mJ sind Dampf-Luft-Gemische extrem zündfähig. Die Zündtemperatur beträgt 390 °C. Der Stoff fällt somit in die Temperaturklasse T2.

## Verwendung
Allylchlorid ist Ausgangsstoff für Lack- und Polymeradditive, Silikone, Wasserbehandlungsprodukte und Arzneistoffe. Mehr als 90 % des weltweit anfallenden Allylchlorids werden zu Epichlorhydrin umgesetzt.

## Sicherheitshinweise
Allylchlorid ist ein Kontaktgift und kann auch über die Haut aufgenommen werden. An den Augen ruft es Schwellungen, Rötungen und einem verschwommenen Blick hervor und kann bis zur völligen Blindheit führen. Außerdem können Hautrötungen, Gliederschmerzen, Erbrechen, Husten, Hals und Kopfschmerzen, Schwindel auftreten. Bei längerem Kontakt kann Allylchlorid zum Tod führen.